# 董金鳳
董金鳳（？—1801年），中國清朝武官官員，安徽合肥人。
乾隆四十三年（1778年）戊戌科武探花。嘉慶二年（1797年）奉旨接替海隆阿，於台灣地區擔任台灣北路協副將。而隸屬台灣鎮之下的此官職是台灣清治時期中的這階段，台南以北之台灣中南部及北部的駐地最高武官將領。嘉慶六年（1801年），因疾卒於任。